# Hemisolinus helenae
Hemisolinus helenae är en spindeldjursart som beskrevs av Beier 1977. Hemisolinus helenae ingår i släktet Hemisolinus och familjen Garypinidae. Inga underarter finns listade i Catalogue of Life.